# Serzedo e Perosinho
Serzedo e Perosinho (oficialmente: União das Freguesias de Serzedo e Perosinho) é uma freguesia portuguesa do município de Vila Nova de Gaia, com 11,97 km² de área e 13 745 habitantes (censo de 2021). A sua densidade populacional é 1 148,3 hab./km². a freguesia de Serzedo e geminada com município de Negreira Espanha na província da Corunha, comunidade autónoma da Galiza, todos os anos se encontram as duas populações na Xornada de irmandamento, um ano em Negreira o outro em Serzedo, para confraternizar entre si e também é realizado um jogo de futebol de velhas guardas entre as duas equipas das duas terras, em Serzedo existe a rua de negreira, já em Negreira também existe a rua de Serzedo. 

## História
Foi criada aquando da reorganização administrativa de 2013, resultando da agregação das antigas freguesias de Serzedo e Perosinho.

## Demografia
A população registada nos censos foi:
| Distribuição da População por Grupos Etários | Distribuição da População por Grupos Etários | Distribuição da População por Grupos Etários | Distribuição da População por Grupos Etários | Distribuição da População por Grupos Etários | Distribuição da População por Grupos Etários |
| -------------------------------------------- | -------------------------------------------- | -------------------------------------------- | -------------------------------------------- | -------------------------------------------- | -------------------------------------------- |
| Antes da agregação                           |                                              |                                              |                                              |                                              |                                              |
| Ano                                          | 0-14 anos                                    | 15-24 anos                                   | 25-64 anos                                   | >= 65 anos                                   | Total                                        |
| 2001                                         | 2347                                         | 1816                                         | 7703                                         | 1631                                         | 13497                                        |
| 2011                                         | 2271                                         | 1593                                         | 8184                                         | 2202                                         | 14250                                        |
| Após a agregação                             |                                              |                                              |                                              |                                              |                                              |
| Ano                                          | 0-14 anos                                    | 15-24 anos                                   | 25-64 anos                                   | >= 65 anos                                   | Total                                        |
| 2021                                         | 1741                                         | 1528                                         | 7593                                         | 2883                                         | 13745                                        |